# 2013년 전국장애인체육대회
제33회 전국장애인체육대회는 2013년 9월 30일부터 10월 4일까지 대한민국 대구광역시에서 열렸다.

## 개요
- 대회명칭 : 제32회 전국장애인체육대회
- 개최기간 : 2013년 9월 30일 ~ 2012년 10월 4일
- 개최지 : 대구광역시
- 구호 : 다함께, 굳세게, 끝까지
- 참가인원 : 5,634명 (선수 5,149명 / 임원 485명)
- 종별 : 절단 및 기타장애, 시각장애, 지적장애, 청각장애, 뇌성마비
- 마스코트 : 살비

## 종목

### 정식종목
| - 양궁 - 육상 - 배드민턴 - 보치아 - 사이클 - 댄스스포츠 - 휠체어펜싱 - 골볼 - 론볼 - 역도 - 유도 - 사격 - 축구 | - 수영 - 탁구 - 배구 - 농구 - 휠체어테니스 - 휠체어럭비 - 볼링 - 조정 - 골프 - 댄스스포츠 - 요트 - 당구 - 태권도 | - 게이트볼 |

## 경기장
| 종목         | 소재지           | 경기장                    | 종별                                | 세부종목  | 비고 |
| ------------ | ---------------- | ------------------------- | ----------------------------------- | --------- | ---- |
| 골볼         | 서구             | 서구국민체육센터          | 시각장애                            |           |      |
| 농구         | 달서구           | 상원고 체육관             | 휠체어                              |           |      |
| 농구         | 달서구           | 효성여고 체육관           | 지적장애                            |           |      |
| 당구         | 달서구           | 올림픽기념국민생활관      | 지체장애/청각장애                   |           |      |
| 댄스스포츠   | 북구             | 대구시민체육관            | 전종별                              |           |      |
| 론볼         | 안동시(경상북도) | 안동재활원 론볼경기장     | 지체장애/뇌성마비                   |           |      |
| 휠체어럭비   | 경산시(경상북도) | 경산실내체육관            | 지체장애                            |           |      |
| 배구         | 북구             | 대구일중 체육관           | 지체장애                            |           |      |
| 배드민턴     | 달서구           | 계명대체육관              | 지체장애/지적장애/청각장애/뇌성마비 |           |      |
| 보치아       | 북구             | 경북대 체육관             | 지체장애/뇌성마비                   |           |      |
| 볼링         | 달서구           | 대경볼링장                | 전종별                              |           |      |
| 사격         | 북구             | 대구사격장                | 지체장애                            |           |      |
| 사이클       | 수성구           | 만촌자전거경기장          | 전종별                              | 트랙      |      |
| 사이클       | 동구             | 대구혁신도시인근          | 전종별                              | 도로      |      |
| 수영         | 달서구           | 두류 수영장               | 전종별                              |           |      |
| 양궁         | 동구             | 율하체육공원              | 지체장애                            |           |      |
| 역도         | 북구             | 엑스포 3홀                | 전종별                              |           |      |
| 요트         | 달성군           | 화원유원지 요트경기장     | 지제장애                            |           |      |
| 유도         | 달서구           | 안병근유도관              | 시각장애/청각장애                   |           |      |
| 육상         | 수성구           | 대구스타디움              | 전종별                              | 트랙/필드 |      |
| 육상         | 수성구           | 대구스타디움인근          | 전종별                              | 마라톤    |      |
| 조정         | 동구             | 동촌유원지 카누장         | 지체장애/시각장애/지적장애/뇌성마비 |           |      |
| 축구         | 북구             | 강변축구장                | 청각장애/뇌성마비/지적장애          |           |      |
| 축구         | 달서구           | 성서국민체육센터          | 시각장애                            |           |      |
| 탁구         | 북구             | 엑스코 1홀                | 지체장애/청각장애                   |           |      |
| 휠체어테니스 | 달서구           | 유니버시아드테니스장      | 지체장애                            |           |      |
| 파크골프     | 달서구           | 환경자원사업소 파크골프장 | 지체장애/지적장애                   |           |      |
| 휠체어펜싱   | 달서구           | 대구학생문화센터 체육관   | 지체장애                            |           |      |
| 태권도       | 북구             | 대구체육관                | 전종별                              |           |      |
| 게이트볼     | 달서구           | 성서국민체육센터          | 전종별                              |           |      |

## 종합순위
1. 경기도
2. 대구광역시
3. 서울특별시
4. 인천광역시
5. 부산광역시
6. 대전광역시
7. 충청북도
8. 경상북도
9. 충청남도
10. 강원도
11. 광주광역시
12. 울산광역시
13. 경상남도
14. 전라남도
15. 제주특별자치도
16. 전라북도

## 최우수 선수상
최우수 선수상은 전국장애인체육대회 취재 기자단의 투표로 결정된다.
- 최우수 선수상(MVP) : 전민재 (전라북도/육상) - T36 100m, 200m, 400m 금메달 (대회 3관왕)